# Canale 33
Canale 33 è stata un'emittente televisiva della provincia di Palermo, nata a fine anni '80, facente parte della società C.T.P. Centro Televisivo Palermo, la cui sede era a Palermo in corso Domenico Scinà. La società gestiva anche il canale Video2 (emittente risultante operativa in ambito pluri-provinciale), e prima gestiva anche TRS (sempre in ambito locale) e Video Italia (sempre in ambito locale), poi la frequenza è stata ceduta a Canale Italia nel luglio 2007. Video Italia, invece, chiuse per la mancata concessione del canale UHF 70.

## Storia e palinsesto
Canale 33 trasmetteva per lo più rubriche sulla politica regionale siciliana e notiziari seguiti dal pubblico completi di approfondimenti, cronaca, sport. Dall'estate 2007, la rete trasmetteva quotidianamente il programma di punta di Canale Italia, "Cantando Ballando", più varie produzioni della stessa, anche replicate più di una volta.
La stessa cosa valeva per la sorella Video2, che ha maggiore copertura (anche del canale UHF 61 di Palermo) dove, sempre da luglio 2007, ha ceduto il passo da TRS (Tele Radio Satellite) alla nazionale Canale Italia, ma copre solo la città di Palermo e dintorni.
Infine (quanto appreso da Millecanali del 1995) la seguente rete scomparve per un po' dai teleschermi insieme a Video Italia, per varie problematiche con il circuito televisivo Tele90, che fallì di lì a poco, poi risorse Canale33 ma Video Italia chiuse per motivi di concessione.
Canale 33 (insieme alle altre reti del gruppo CTP, ovvero: Video 2, Telereporter, Radio Junior TV (e la sua versione solo audio denominata Radio Junior), TRS Tele Radio Satellite, Video Italia 1, Video Italia 2 e Video Italia 3), ha chiuso definitivamente i battenti il 1º febbraio 2018, come conseguenza della sentenza del MISE dell'anno precedente che ne decretava la sua chiusura per non aver ottemperato in tempo utile nella presentazione della domanda di concessione nel 2012. Alla fine di febbraio 2018, di conseguenza, è stato chiuso il sito web del gruppo CTP (Centro Televisivo Palermo), dove era possibile seguire la diretta dei canali del gruppo, oltre che rivedere le puntate dei loro programmi autoprodotti.